# Fluorescenza X
La fluorescenza di raggi X (in inglese X-ray fluorescence) è un fenomeno di fluorescenza nella regione dello spettro elettromagnetico dei raggi X.
Una transizione elettronica provoca l'emissione di raggi X con una specifica frequenza e, di conseguenza, energia uguale alla differenza tra i valori energetici del livello iniziale e finale:
{\displaystyle \nu ={\frac {E_{i}-E_{f}}{h}}}.
Nella formula {\displaystyle \nu } è la frequenza emessa;
{\displaystyle E_{i}} indica il valore energetico del livello iniziale (da cui l'elettrone si allontana per colmare la lacuna sottostante);
{\displaystyle E_{f}} indica il valore energetico del livello finale, d'arrivo;
{\displaystyle h} è la costante di Planck.
In virtù della quantizzazione dei livelli energetici nell'atomo, ogni valore di frequenza emessa corrisponde ad un particolare elemento, le radiazioni emesse sono, per tanto, definite come caratteristiche. Tale principio permette di identificare gli elementi attraverso indagini spettroscopiche.
I diversi picchi ottenuti in uno spettro di fluorescenza sono identificati da un indice che impiega le lettere K, L, M, N che indicano ciascuna il livello in cui si è creata la lacuna: per n=1 la lettera corrispettiva è la K, per n=2 la L e così via. Queste sono seguite da lettere greche minuscole (α, β,…) che indicano il livello di partenza dell'elettrone interessato nella transizione.
La lettera α indica più propriamente che l'elettrone deriva dal livello immediatamente superiore rispetto a quello in cui si è creata la lacuna; β suggerisce che l'elettrone proviene da due livelli superiori. Un picco denominato Kα corrisponde alla radiazione emessa da un elettrone che ha eseguito una transizione per colmare una lacuna in K (n=1) e tale elettrone deriva dal livello immediatamente superiore al K. Se fosse stato Kβ l'elettrone sarebbe derivato da due livelli superiori al K, cioè dal livello 3. Generalmente i picchi più intensi sono di tipo α.

## Applicazioni
Il fenomeno di fluorescenza a raggi X è utilizzato per le analisi chimiche nella spettrofotometria XRF.